# Anomis cataggelus
Anomis cataggelus là một loài bướm đêm trong họ Erebidae.